# Victoria Gabrielle Platt
Victoria Gabrielle Platt (* 21. November 1972 in Queens, New York City, New York) ist eine US-amerikanische Schauspielerin.

## Leben
Victoria Gabrielle Platt wurde am 21. November 1972 in Queens als Tochter von Paul Platt, einem Direktor einer Grundschule in Brooklyn polnischer Herkunft und einer bahamaischen Mutter Queen Victoria Platt, einer Background-Sängerin von Sam Cooke, die später Schauspielerin wurde, geboren. Sie ist das viertjüngste von insgesamt neun Geschwistern. Sie besuchte die High School of Performing Arts in New York City. Am 25. Dezember 2000 verlobte sie sich mit dem Schauspieler  Terrell Tilford, die Hochzeit folgte am 29. September 2001. 2014 kam eine gemeinsame Tochter zur Welt.
Erste Erfahrungen als Schauspielerin sammelte sie 1985 in einer Episode der Fernsehserie Die Bill Cosby Show und einer Nebenrolle 1986 in Um Mitternacht. Ab Anfang der 1990er Jahre wirkte sie regelmäßig in Fernsehserien oder Filmproduktionen mit. 1996 wirkte sie erneut an der Seite von Bill Cosby in einer Episode der Fernsehserie Cosby. Von 1998 bis 2001 stellte sie die Rolle der Vicky Spaulding in insgesamt 74 Episoden der Fernsehserie Springfield Story dar. Eine weitere größere Serienrolle erhielt sie 2010 in The Gates als Peg Mueller die sie in insgesamt zehn Episoden darstellen durfte. 2014 verkörperte sie die Rolle der Gloria Garcia in insgesamt acht Episoden der Fernsehserie Star-Crossed. 2018 übernahm sie die Rolle der Ava im Katastrophenfilm Eruption: LA. Seit 2020 stellt sie in der Fernsehserie Zeit der Sehnsucht die Ärztin Dr. Amanda Raynor dar.

## Filmografie
- 1985: Die Bill Cosby Show (The Cosby Show) (Fernsehserie, Episode 2x05)
- 1986: Um Mitternacht (Round Midnight)
- 1992: Boomerang
- 1992: Here and Now (Fernsehserie, Episode 1x10)
- 1994: Alma's Rainbow
- 1996: All My Children (Fernsehserie, 3 Episoden)
- 1996: Cosby (Fernsehserie, Episode 1x13)
- 1998: X-Factor: Das Unfassbare (Beyond Belief: Fact or Fiction) (Fernsehserie, 2 Episoden)
- 1998: Winchell (Fernsehfilm)
- 1998–2001: Springfield Story (Fernsehserie, 74 Episoden)
- 2000: The $treet – Wer bietet mehr? (The $treet) (Fernsehserie, 4 Episoden)
- 2002: Alles wegen Grace (State of Grace) (Fernsehserie, Episode 2x19)
- 2002: Alles dreht sich um Bonnie (Life with Bonnie) (Fernsehserie, Episode 1x08)
- 2003: CSI: Miami (Fernsehserie, Episode 1x13)
- 2003: Crossing Jordan – Pathologin mit Profil (Crossing Jordan) (Fernsehserie, Episode 2x20)
- 2003: The Lunchbox Chronicles (Fernsehfilm)
- 2005: Flip the Script
- 2005: Barbershop (Fernsehserie, Episode 1x04)
- 2005: Strong Medicine: Zwei Ärztinnen wie Feuer und Eis (Strong Medicine) (Fernsehserie, Episode 6x13)
- 2006: True Grits (Kurzfilm)
- 2007: Cover
- 2009: The Punanny Diaries (Fernsehserie, Episode 1x04)
- 2010: Jonah Hex
- 2010: The Gates (Fernsehserie, 10 Episoden)
- 2010: My Girlfriend’s Back
- 2010: Gumbo (Kurzfilm)
- 2011: The Chicago Code (Fernsehserie, Episode 1x05)
- 2011: The Mentalist (Fernsehserie, Episode 4x08)
- 2012: Castle (Fernsehserie, Episode 4x12)
- 2012: H4
- 2012: The Baytown Outlaws
- 2012: Switched at Birth (Fernsehserie, Episode 1x25)
- 2012: Criminal Minds (Fernsehserie, Episode 8x02)
- 2012: Matchmaker Santa (Fernsehfilm)
- 2013: Bones – Die Knochenjägerin (Bones) (Fernsehserie, Episode 8x16)
- 2013: Four of Hearts
- 2014: Star-Crossed (Fernsehserie, 8 Episoden)
- 2015: Major Crimes (Fernsehserie, Episode 4x02)
- 2017: The Gleaner (Kurzfilm)
- 2017: Marlon (Fernsehserie, Episode 1x09)
- 2018: Eruption: LA
- 2018: Lucifer (Fernsehserie, Episode 3x22)
- 2018: Califia and the Timeless Sentries (Fernsehserie)
- 2018: Interference
- 2018: Navy CIS: New Orleans (NCIS: New Orleans) (Fernsehserie, 2 Episoden)
- 2018: Revival!
- 2019: #Truth
- 2019: Navy CIS: L.A. (Fernsehserie, Episode 10x16)
- 2019: Dimensional Shift (Fernsehserie)
- 2019: OH Marge! (Fernsehserie)
- 2019: Republic of Sarah (Fernsehfilm)
- 2020: Hawaii Five-0 (Fernsehserie, Episode 10x13)
- 2020: 9-1-1 (Fernsehserie, Episode 3x15)
- 2020: Gary Busey: Pet Judge (Fernsehserie)
- 2020: Deadly Sugar Daddy
- seit 2020: Zeit der Sehnsucht (Fernsehserie)
- 2020–2021: Navy CIS (NCIS) (Fernsehserie, 2 Episoden)
- 2021: A Hard Problem
- 2021: Good Trouble (Fernsehserie, 2 Episoden)
- 2025: Bosch: Legacy (Fernsehserie)